# Granice (Karwina)
Granice (cz. Hranice) – część miasta Karwiny w kraju morawsko-śląskim, w powiecie Karwina w Czechach. Wraz z dzielnicami Frysztat, Mizerów i Nowe Miasto tworzy gminę katastralną Karviná-město. W 2001 r. liczyły 8999 mieszkańców, a w 2010 odnotowano 451 adresów. 
W Granicach swoje budynki mają Polskie Gimnazjum imienia Juliusza Słowackiego oraz Uniwersytet Śląski w Opawie.

## Linki zewnętrzne

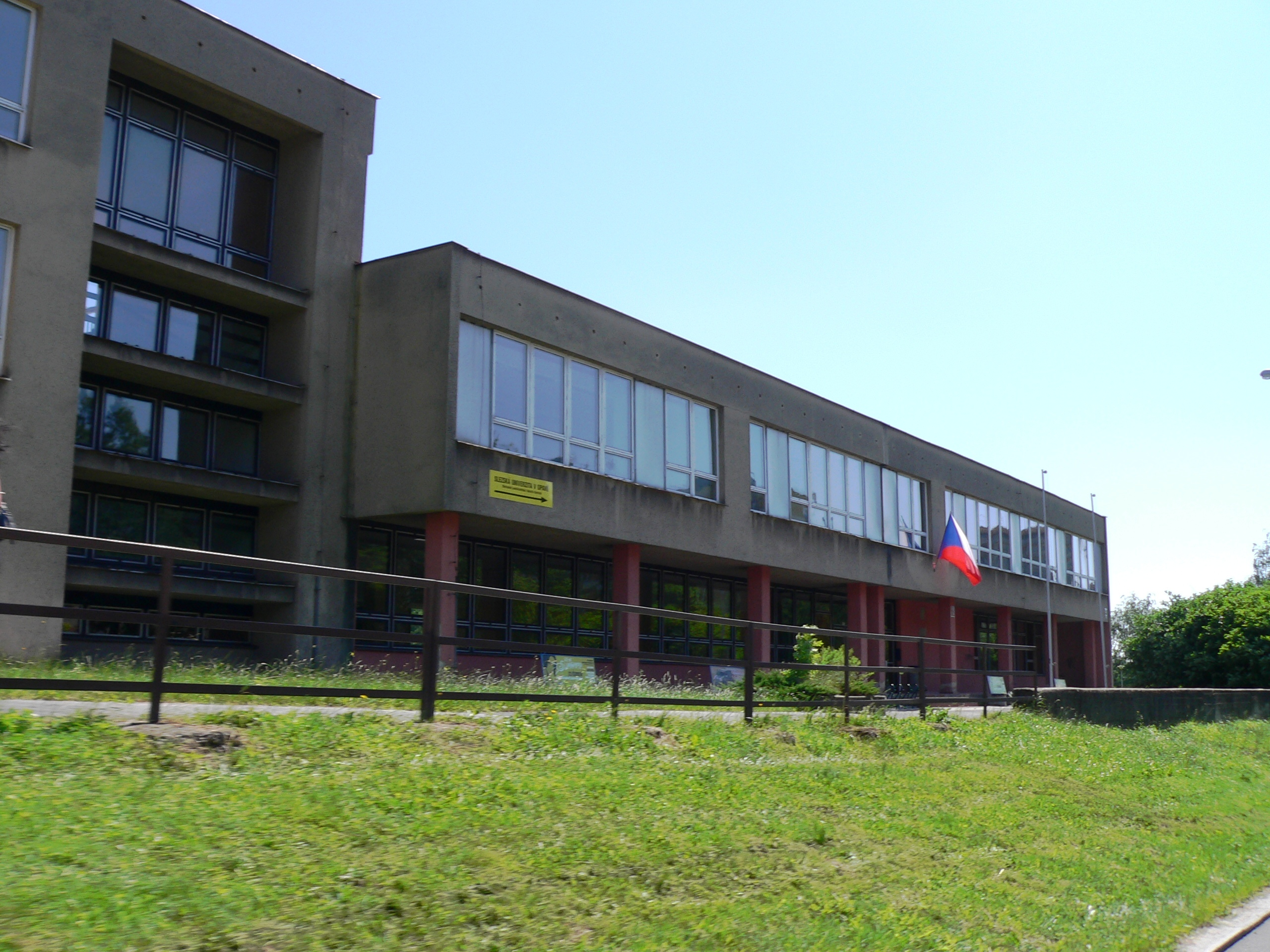
Budynek Uniwersytetu Śląskiego w Granicach